# Kayamandi
Kayamandi es un suburbio de Stellenbosch, en la provincia del Cabo Occidental de Sudáfrica. 
Aunque algunas partes de Kyamandi puedan parecer actualmente un asentamiento informal, ello se debe a que al principio era un pequeño barrio residencial reservado para el uso exclusivo de xhosas.
Las escuelas en Kayamandi incluyen la Escuela Secundaria de Kayamandi y la P.C. Petersen y escuela primaria Ikaya.

## Historia
Fue fundado a principios de la década de 1950 como parte del aumento de la segregación durante el régimen del apartheid, siendo construido para albergar exclusivamente a trabajadores migrantes negros empleados en las granjas de la zona de Stellenbosch.